# Ma’arr Szahur
Ma’arr Szahur (arab. معر شحور) – miejscowość w Syrii, w muhafazie Hama. W 2004 roku liczyła 5595 mieszkańców.